# 佐藤由明
佐藤 由明（さとう よしあき、1981年1月2日 - ）は、日本の詩人、コンサルタント、カウンセラー。立教大学文学部卒。

## 人物
1981年、愛知県豊橋市生まれ。愛知県立時習館高等学校へ進学。中高生時代はテニス活動に熱中。立教大学文学部卒。在学中は横山鉱一教授に師事。在学中に世界22カ国を回る。大学卒業後はアパレルメーカーに就職しメンタルケアを担当、その後ベンチャー企業を経て株式会社ポエガネイジアを設立。現在、同社代表取締役。

## 取材掲載
- 週刊SPA!(扶桑社)